# 트릭아이미술관
트릭아이미술관(Trickeye Museum)은 대한민국 서울특별시에 위치한 미술관이다. 2010년에 개관했으며, 역사관·명화관·사랑관·럭셔리관·리빙관·전통관·패션관 등 총 7가지 테마관으로 구성되었다.